# Chiado

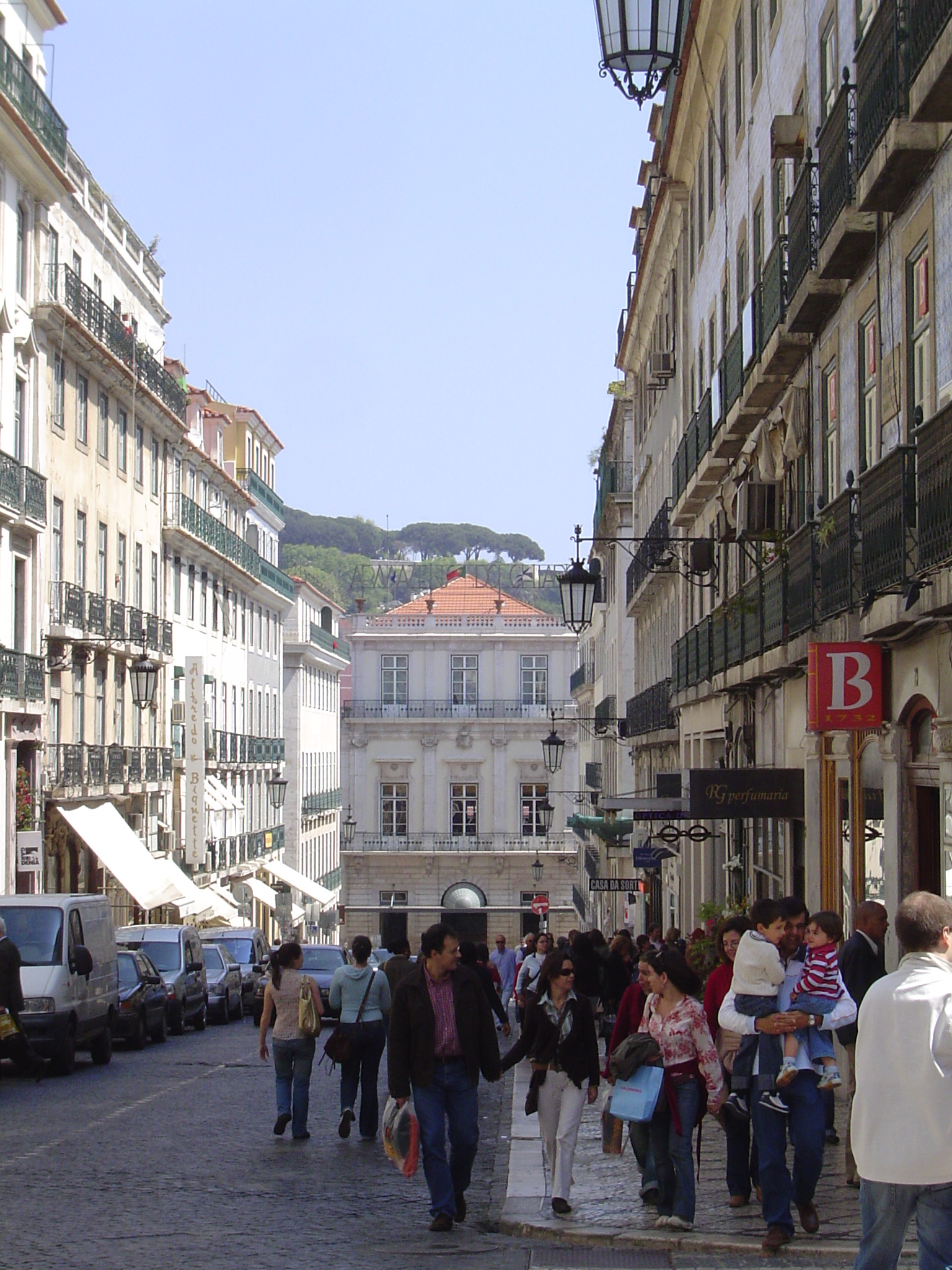
Vista da Rua Garrett

O Chiado é um dos bairros mais emblemáticos e tradicionais da cidade de Lisboa. Localiza-se entre o Bairro Alto e a Baixa Pombalina. Dividia-se pelas freguesias do Sacramento e dos Mártires, duas das menores de Lisboa, estando agora totalmente integrado na nova freguesia de Santa Maria Maior.
Em 1846, com a criação do Grémio Literário de Lisboa, um clube dos intelectuais da época, o Chiado tornou-se o centro do romantismo português, ponto de passagem obrigatório para quem queria ser conhecido na cidade. O escritor Eça de Queiroz na sua obra "Os Maias" fazia grande referência ao Chiado e ao Grémio Literário.
Na década de 1980, devido à mudança nos hábitos dos Lisboetas e à inauguração do centro comercial Amoreiras, o Chiado ficou decadente. Na madrugada do dia 25 de agosto de 1988, entre as 3 e as 4 da manhã, deflagrou um incêndio no edifício Grandella, que viria a tomar grandes proporções alastrando-se a mais dezessete edifícios. Aquela parte do Chiado ficou destruída e a sua reconstrução levou toda a década de 1990, ficando o design a cargo do arquiteto Álvaro Siza Vieira.
Hoje o Chiado voltou a ser um importante centro de comércio de Lisboa, sendo uma das zonas mais cosmopolitas e movimentadas da Capital Portuguesa, sendo palco de alguns eventos emblemáticos.

## Origem do nome
Chiado foi um taberneiro quinhentista, proprietário de estabelecimento situado defronte do Convento do Espírito Santo, depois Palácio Barcelinhos e hoje Armazéns do Chiado.[carece de fontes?]

## Monumentos

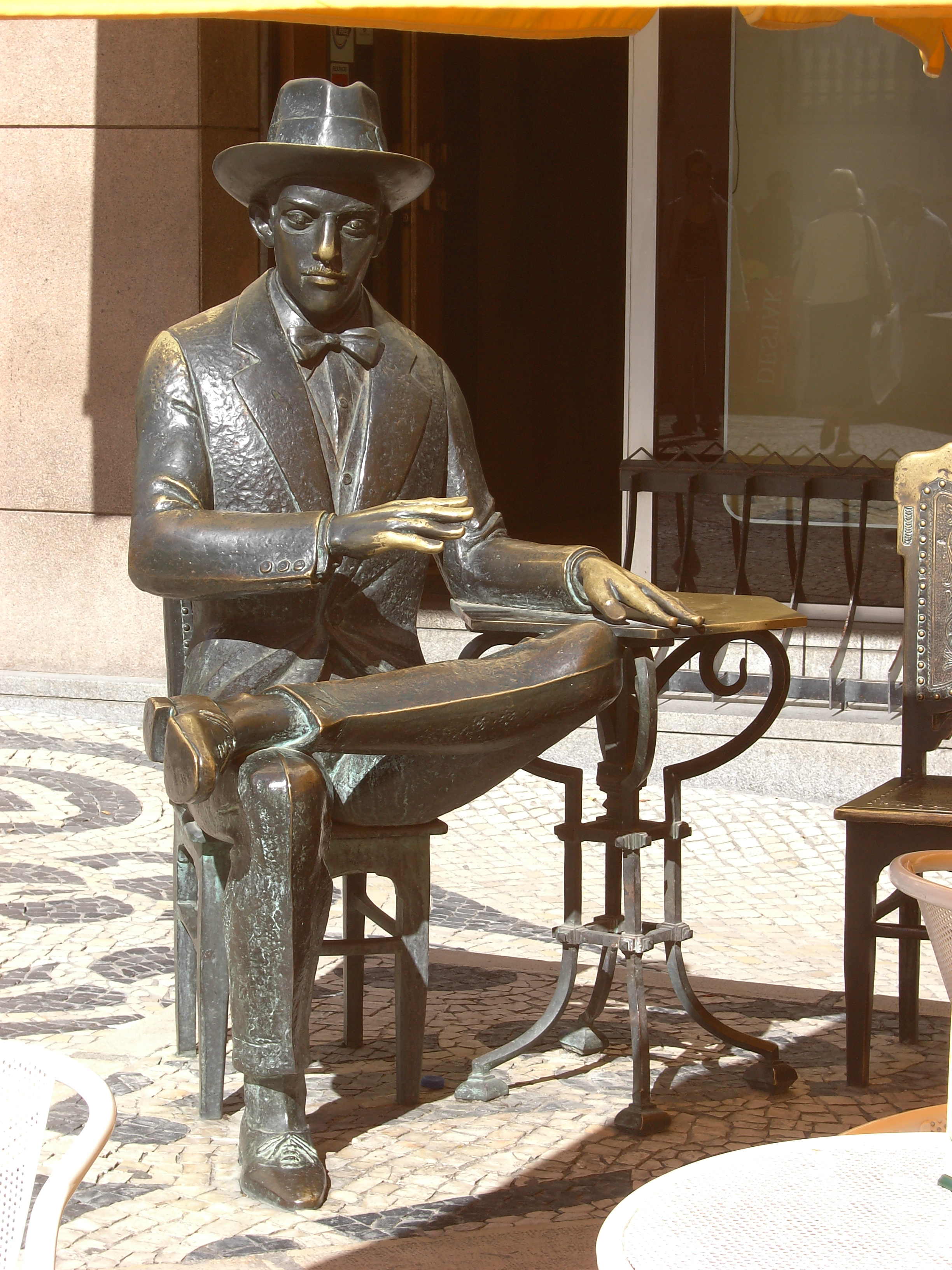
Estátua de Fernando Pessoa no Café A Brasileira

Área tradicionalmente conhecida pelas suas ligações intelectuais, encontram-se aí várias estátuas de figuras literárias. Fernando Pessoa, um dos maiores poetas da Língua Portuguesa, está sentado a uma mesa no exterior do Café A Brasileira, imortalizado numa estátua de bronze da autoria de Lagoa Henriques. Além desta estátua do século XX, encontramos também a de António Ribeiro, O Chiado, no mesmo largo. Do outro lado da rua, ergue-se a estátua de Luís de Camões, no largo com o seu nome.
Fernando Pessoa tinha, aliás, uma ligação muito especial com o Chiado. No Largo de S. Carlos, à frente do teatro com o mesmo nome, encontramos o edifício onde nasceu o poeta.

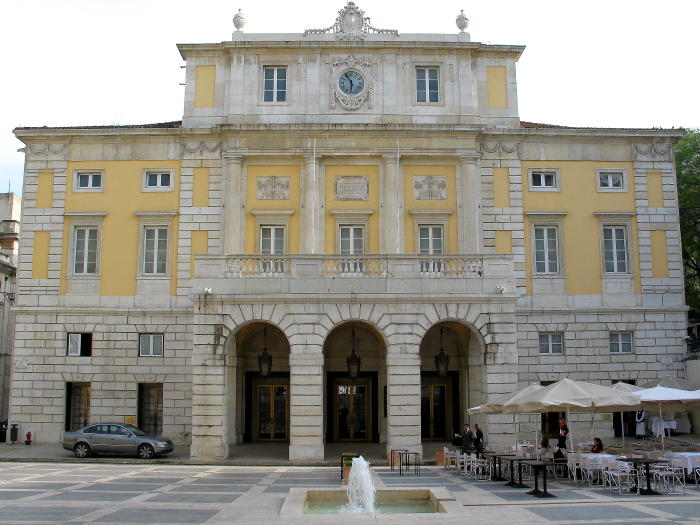
Teatro de São Carlos

Como zona cultural que é, aqui encontramos diversos teatros, como o Teatro São Luiz (que já teve vários nomes, como Teatro D. Amélia e é hoje pertença da Câmara Municipal de Lisboa), o Teatro da Trindade, e o Teatro de São Carlos, único teatro de ópera em Portugal. Aqui se encontrava também o antigo Teatro Gymnasio, palco das primeiras revistas à portuguesa, hoje transformado num centro comercial.
Nesta zona, encontra-se também o Museu Nacional de Arte Contemporânea, mais conhecido como Museu do Chiado, com obras a partir da segunda metade do século XIX em diante.
No Largo do Chiado erguem-se duas igrejas barrocas: a italiana, Igreja do Loreto, no lado norte, e a Igreja de Nossa Senhora da Encarnação, em frente, com as paredes exteriores parcialmente decoradas com azulejos.

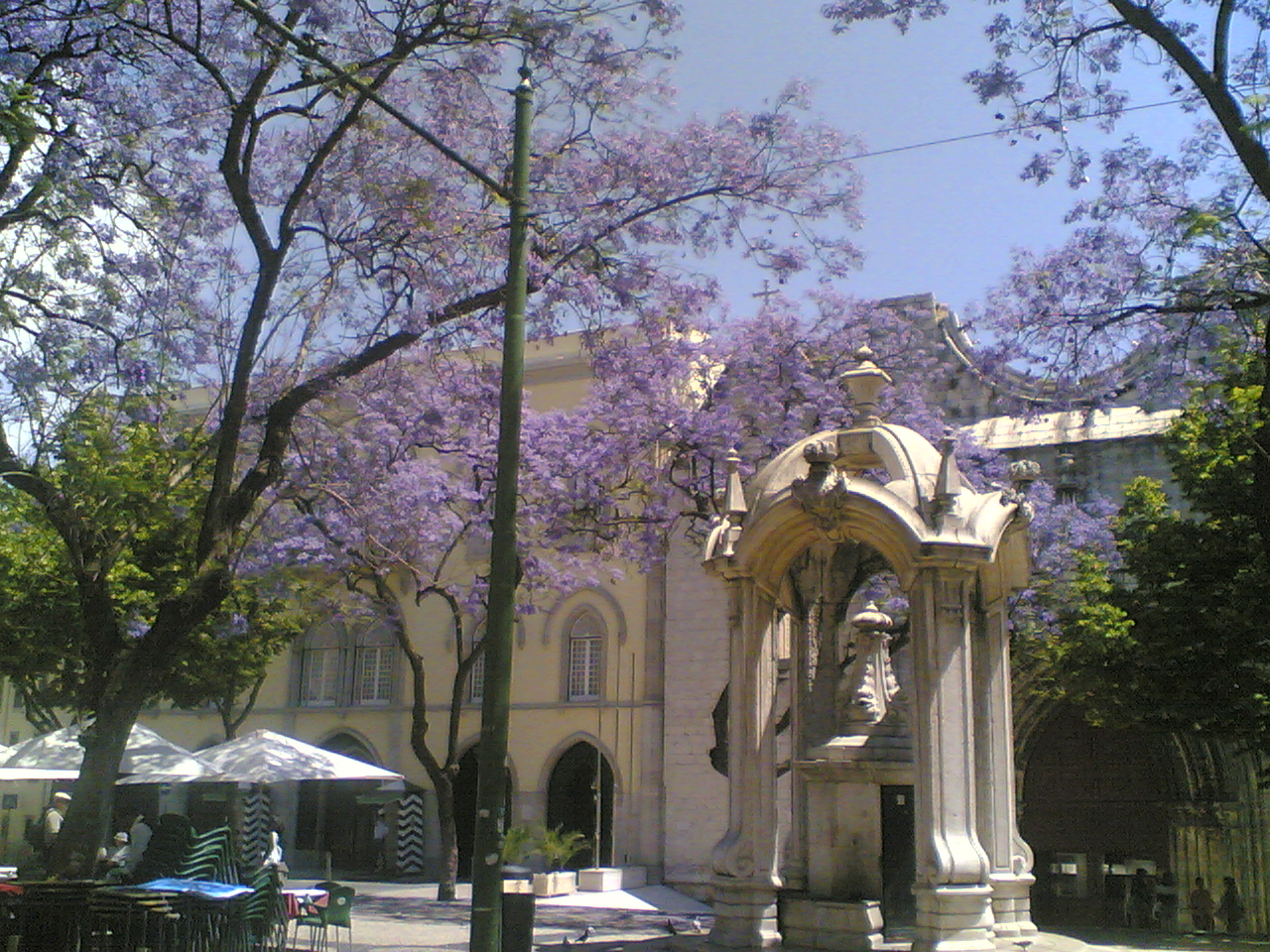
Largo do Carmo com jacarandás em flor

Também englobado na zona do Chiado, encontra-se o Largo do Carmo, com os seus jacarandás. Neste largo, resistem as ruínas do Convento do Carmo, construído no século XIV, onde se encontra atualmente instalado o Museu Arqueológico do Carmo. Em frente ao convento, encontra-se o Chafariz do Carmo, datado do século XVIII.
Paredes meias com o convento, encontra-se o Quartel do Carmo, pertencente à Guarda Nacional Republicana, que teve um papel muito importante aquando do 25 de Abril, por ter sido escolhido por Marcello Caetano para se refugiar da revolução, acabando este largo por ser o palco principal da revolução, como local da rendição do Estado Novo perante os militares do Movimento das Forças Armadas.

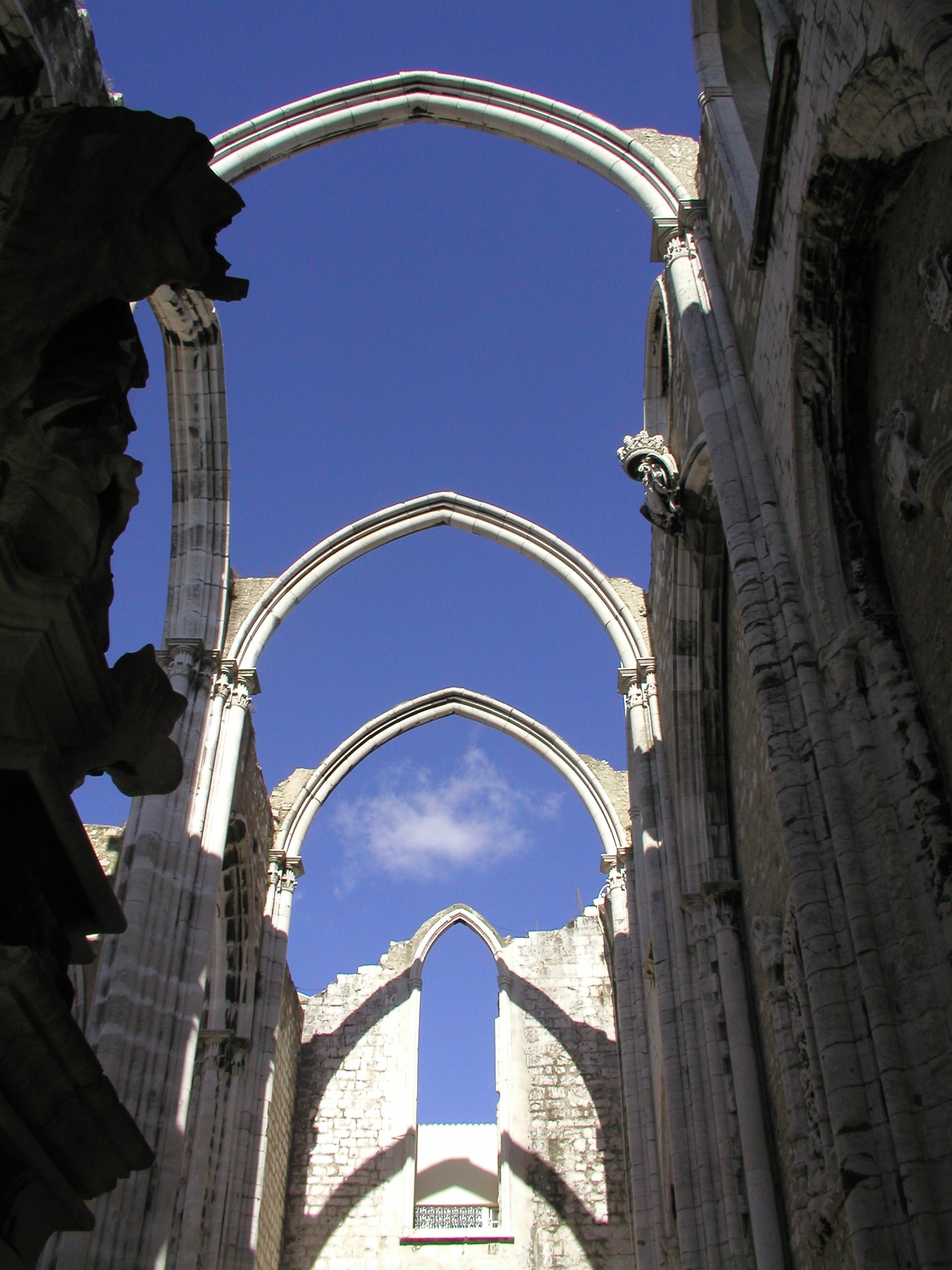
Ruínas do Convento do Carmo

No outro lado do convento, encontramos  o antigo Palácio Valadares, edifício que teve já várias utilizações. Este palácio ergue-se no local onde foi fundada a primeira universidade portuguesa, no tempo de D. Dinis, antes de ser transferida para Coimbra.
Entre o Convento do Carmo e o Palácio Valadares, ergue-se o portão de acesso do Elevador de Santa Justa, que liga o Largo do Carmo à Baixa Pombalina, nomeadamente à Rua do Ouro. Este elevador foi inaugurado em 1902 e construído pelo engenheiro Raoul Mesnier de Ponsard, responsável também pelos elevadores da Glória, da Bica e do Lavra, na colina oposta. O Elevador de Santa Justa é hoje um dos ícones de Lisboa.
Ainda no Largo do Carmo, encontramos a Igreja da Ordem Terceira de Nossa Senhora do Carmo, que habitualmente passa despercebida por um habitual prédio de habitação. Nesse mesmo edifício, foi fundado o atual Montepio Geral, no século XIX.
No vizinho Largo Rafael Bordalo Pinheiro, encontramos o prédio onde o artista que dá nome ao largo viveu, com a fachada coberta de azulejos, classificado como Monumento Nacional.

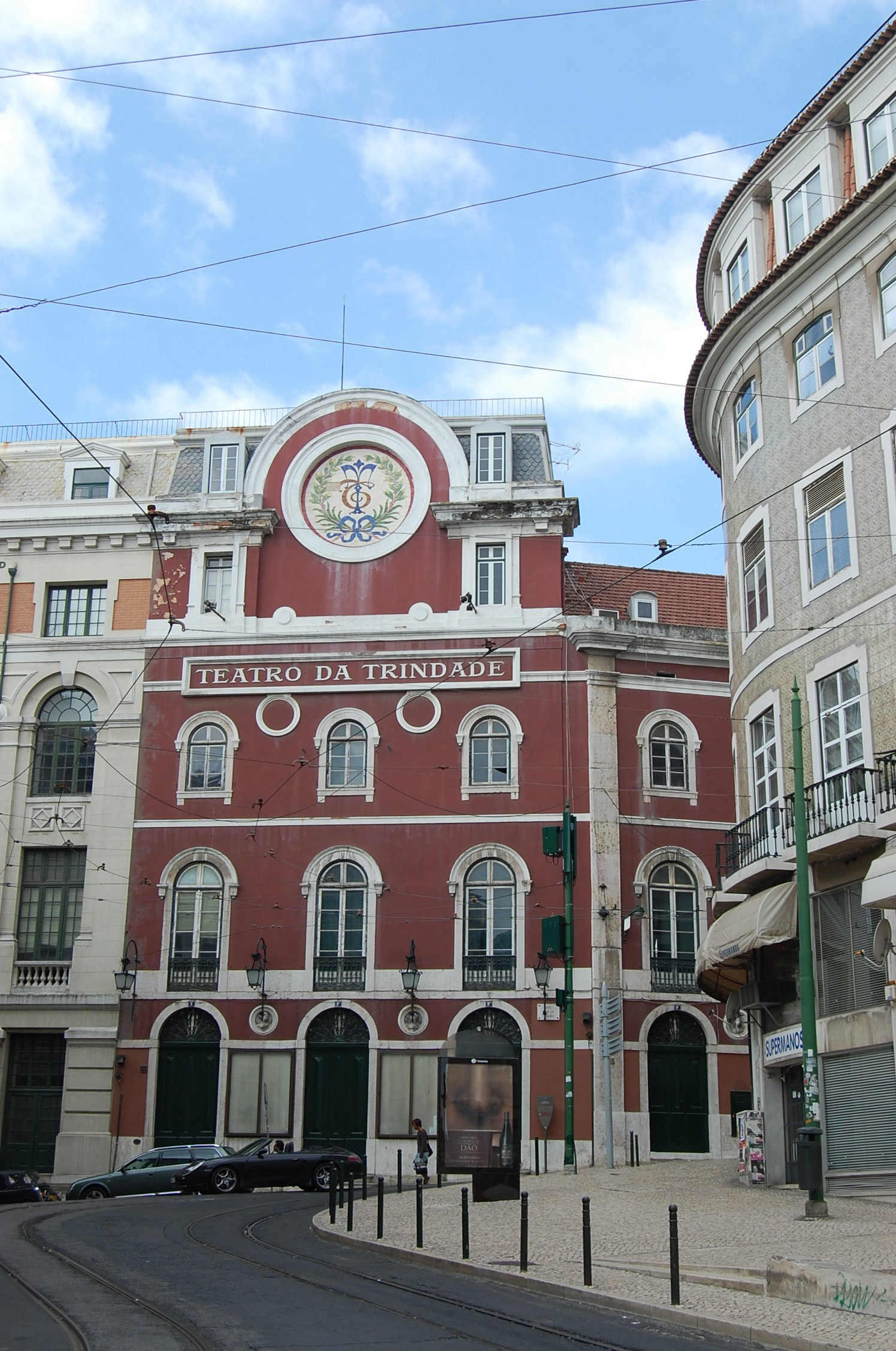
Fachada do Teatro da Trindade

Alguns metros mais acima, encontramos o Teatro da Trindade, pertencente ao Instituto Nacional para o Aproveitamento dos Tempos Livres (INATEL). Na mesma rua, na zona onde se erguia o Convento da Trindade antes do Terramoto de 1755, encontra-se um dos mais famosos restaurantes da capital, a Cervejaria Trindade, com os seus magníficos azulejos do século XVIII.

## O Incêndio do Chiado
A 25 de Agosto de 1988 deflagrou um desastroso incêndio numa loja da Rua do Carmo, que liga a Baixa ao Bairro Alto. Os carros de bombeiro não conseguiram entrar na rua do Carmo, reservada aos peões cuja obra polémica se deve ao mandato executivo de Nuno Abecasis, o então presidente da Câmara Municipal de Lisboa, tendo o fogo propagado rapidamente aos edifícios contíguos à Rua Garrett.
Além de lojas e escritórios, foram destruídos muitos edifícios do século XVIII. Os piores estragos foram naturalmente na Rua do Carmo, vedada ao acesso das viaturas de socorro.
O projeto de reconstrução preservou muitas fachadas originais e foi dirigido pelo arquiteto português Álvaro Siza Vieira.